# یاستژنبیتسه
یاستژنبیتسه (به لاتین: Jastrzębice) یک روستا در لهستان است که در گمینا روشتس واقع شده‌است.